# Ємнісні мікрооброблені ультразвукові трансдюсери
Ємнісні мікрооброблені ультразвукові трансдюсери (англ. Capacitive Micromachined Ultrasonic Transducers, CMUT) є відносно новим поняттям в галузі ультразвукових перетворювачів. Більшість комерційно використовуваних ультразвукових перетворювачів сьогодні, засновані на п'єзоелектриці. CMUT є перетворювачами, у яких енергія трансдукції пов'язана зі зміною ємності. CMUT побудовані на кремнії з використанням техніки мікрообробки. У кремнієвій підкладці утворюється порожнина, а тонкий шар на верхній частині порожнини служить мембраною, на якій нанесено металізований шар, що діє як електрод у комплексі з кремнієвою підкладкою, яка слугує донним електродом.
Якщо сигнал змінного струму відхиляє електроди він буде генерувати ультразвукові хвилі. У цьому випадку, трансдюсер працює як передавач. Якщо ультразвукові хвилі діють на мембрану, відхиляючи CMUT, він буде генерувати змінний струм відповідно до зміни ємності CMUT. Таким чином, він працює як приймач ультразвукових хвиль.
Оскільки CMUT виготовлені за допомогою мікрообробки, при використанні цієї технології легше побудувати 2D і 3D масиви датчиків. Це означає, що велике число CMUT можуть бути включені в масив датчика, забезпечуючи більшу пропускну здатність в порівнянні з іншими технологіями перетворювача. Досягнення високої робочої частоти при використанні CMUT легше через їх менший розмір. Частота роботи залежить від розміру осереддя (порожнина мембрани) і від жорсткості матеріалу, що використовується як мембрана. Інтеграція з іншою мікроелектронікою для CMUT у порівнянні з іншими технологіями перетворювачів легша, оскільки перетворювач побудований на кремнії. Можливість використання на високих частотах з великою пропускною здатністю робить такий перетворювач гарним вибором для використання як датчика в медичній візуалізації, особливо при внутрішньосудинному ультразвуковому дослідженні (ВСУЗД). Через свою більш широкої смуги пропускання, він також може бути використані при генерації другої оптичної гармоніки. Також були проведені деякі експерименти щодо використання CMUT як гідрофонів.